# ウンターゼーン
ウンターゼーン (独: Unterseen) は、スイスベルン州インターラーケン＝オーバーハスリ区の基礎自治体で、ベルナー・オーバーラント地方にある歴史的な街。13世紀にハプスブルク家によって建設され、中世の雰囲気を残している。
アーレ川を挟んですぐ隣がインターラーケンであり、ブリエンツ湖とトゥーン湖の間に位置している。中高ドイツ語でUnter は「間」、Seeは「湖」を意味しており、トゥーン湖に注ぐ北のチーンベルクの下のロンバッハ運河と南のアーレ川に挟まれた、ベーデリ（Bödeli）と呼ばれるトゥーン湖東岸の低い平地にある。
インターラーケンとともにユングフラウ観光の拠点となっており、街からはアイガー、メンヒ、ユングフラウが望める。ユングフラウ地方の観光をテーマとしたユングフラウ地方観光博物館があり、約200年にわたる地域の観光業の発展を紹介している。

## 歴史
人が居住した最古の形跡は新石器時代で、新石器が発見されている。2世紀にはローマ帝国の墓地がこのあたりに作られている。中世前期の墓があるのでその頃には居住者がおり、中世盛期までには3つの城塞が築かれている。1133年にインターラーケン修道院がアーレ川の対岸に建てられるまでには、この地は「インター・ラクース」（羅: Interlacus）と呼ばれていた。インターラーケン村は、この修道院を中心に発展していった。1239年には「インダーラッペン村」（villa Inderlappen）と呼ばれており、1280年には「インターラーケン市」（civitas Inderlappen）と表記されている。

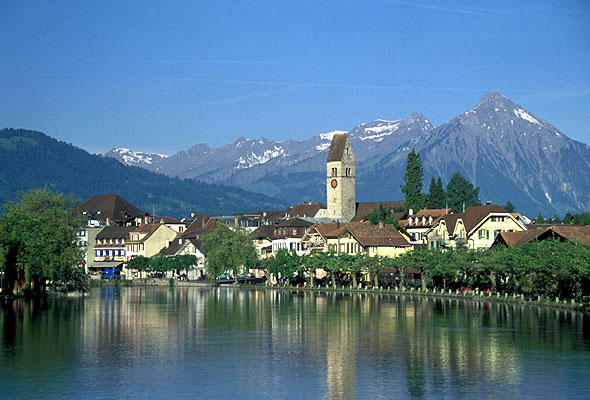
ウンターゼーンの旧市街

ウンターゼーンの街は、1279年6月13日にハプスブルク家のルドルフ1世がエッシェンバッハ＝オーバーホーフェン家のベルトルト3世男爵に、2つの湖の間に城塞を構えることを許可したことから始まった。ウンターゼーンという名のウンター（unter）は中高ドイツ語で「間」、ゼーン（seen）は「湖」を意味するが、このような街の起源に由来する。この許可合意の中で、城塞は都市権を与えられている。1281年までにインターラーケンとウンターゼーンは一緒に「インダーラッペンあるいはウンダーゼーヴェン市」（stat ze Inderlappen oder Undersewen）と呼ばれており、1291年には「ウンダーゼーヴェンと呼ばれるインダーラッペン」（Inderlappen, genant Undersewen）と言われている。
こうして築かれたヴァイッセナウ城と後世のノイハウス、そしてウンターゼーン自体が、アルプス各地を結ぶ結節点にあたる戦略的に重要な場所であった。また、ヴァイッセナウ城とインターラーケン修道院、およびウンスプネン城に居を構えるウンスプネン家の三者の支配権が複雑に絡み合っていた。そのため、争いが絶えなかった。また外部からは、オーストリア方面のハプスブルク家や旧スイス連邦側のベルンが影響力を持っていた。ウンターゼーンの城塞は地元の俗人の貴族によって建設されたが、強大になる修道院の勢力を抑制し、またアーレ川に架かる橋の支配権を得るためのものであった。インターラーケン修道院との争いの只中に置かれた新興の街ウンターゼーンは、早くからベルンの後ろ盾を求めた。1386年のゼンパッハの戦いで旧スイス連邦が勝利すると、村々はベルンの統治下に入り、ベルンの管理官が設置された。
宗教改革の間、ウンターゼーンはインターラーケン修道院に対抗し、ベルンの側についた。ベルンは1191年に建設された新興都市であったが、ローマ教皇と長年議論したうえでローマ・カトリックから離脱していて、ついにはインターラーケン修道院を支配下に置いた。その時にベルンは修道院の遺領に税をかけたので、1528年にベルン高地地方の不平分子が蜂起したが、ウンターゼーンはこの蜂起に加わらなかった。蜂起軍はハスリタールとウンターヴァルデンに展開し、ベルン軍はウンターゼーンに入ろうとしていた。10月29日に蜂起軍はウンターゼーンを占領したが、ベルン軍がトゥーン湖から上陸し、ウンターゼーンの住民も非協力的だったので、蜂起軍は10月30日の夜にウンターゼーンおよびベーデリから撤退した。ベルンに対する忠誠の結果、ウンターゼーンは修道院の遺領のうちアルプ・ゼフィーネンの所有権を認められた。

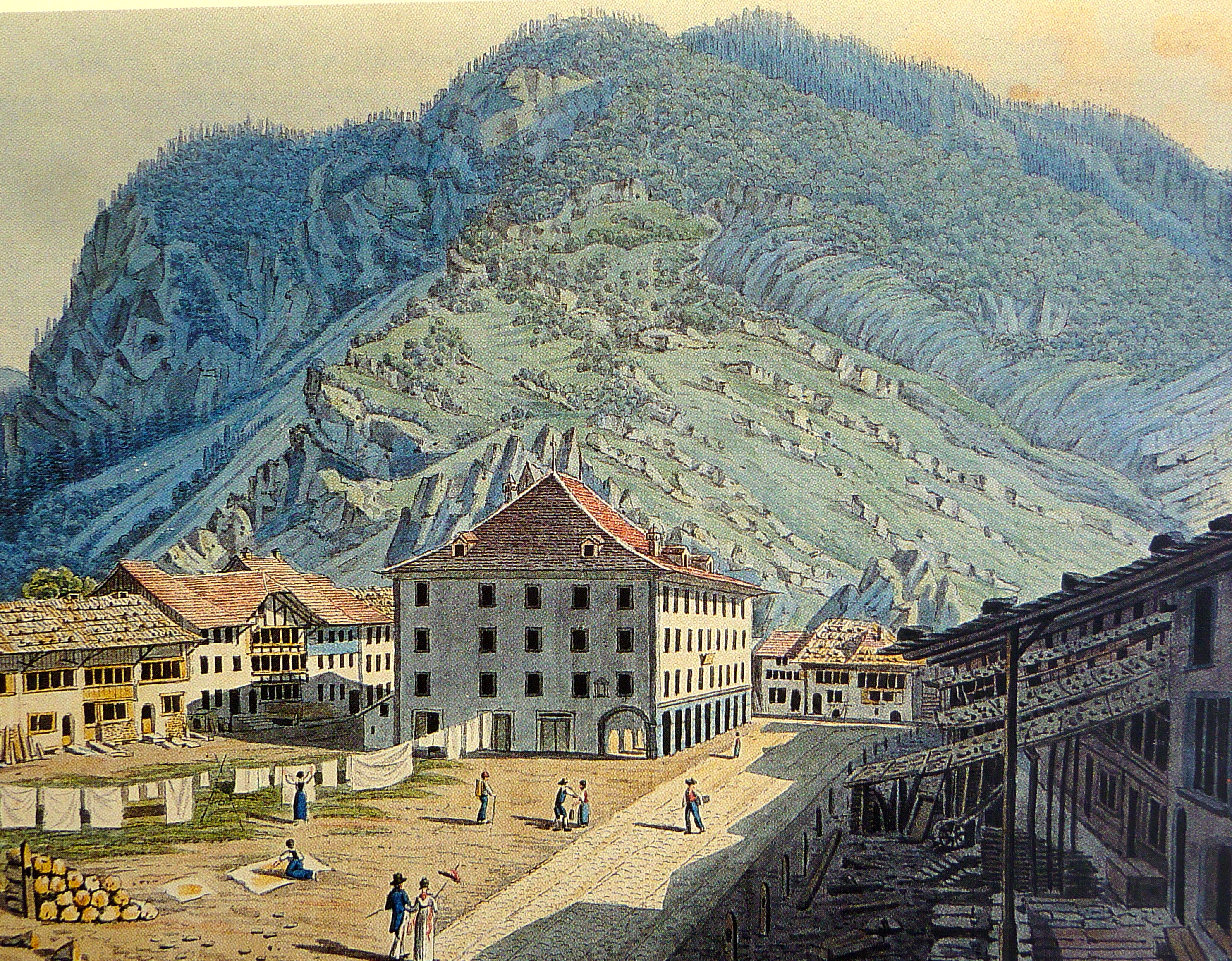
1819年のウンターゼーンの絵画

1364年、修道院の水車から火の手が上がり、ウンターゼーンはほとんどが焼失した。1470年には再度大規模な火災が発生し、ベルン政府は市庁舎を中心として街の再建を行った。教会堂が最初に記録されているのは1353年であるがこの火事で焼失し、火事の後で同年に再建されている。現在の教会は、倒壊した古い建物の一部を用いて1852年に建てられたものである。。
ヘルヴェティア共和国が建国されると、ウンターゼーンはベルンの封建体制の復活に対する抵抗の中心地となった。1805年と1808年に企画されたウンスプネン祭は、都市部の住民と郊外の住民との和解を意図したものであった。しかしこれはうまくいかず、政府はこのような祭典を禁止した。1815年に起きたインターラーケンの騒乱には、多くのウンターゼーン市民が加わった。19世紀の初め、街を囲む壁と堀が壊され、1855年には門が撤去された。
18世紀の中頃から始まる観光業の急成長において、ウンターゼーンは重要な役割を果たしたが、後にその役割は大部分がインターラーケンに引き継がれている。

## ギャラリー

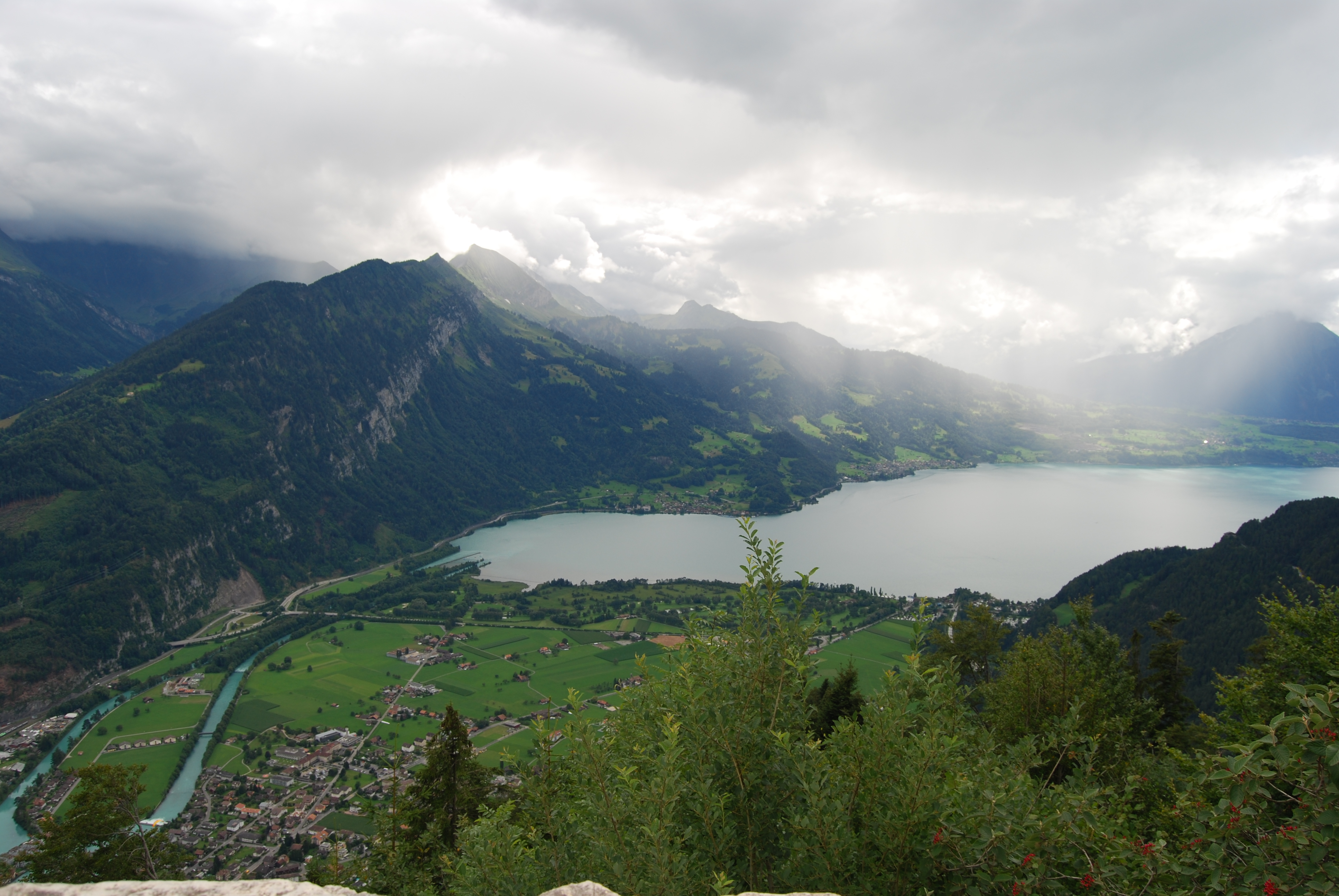
ウンターゼーンとトゥーン湖
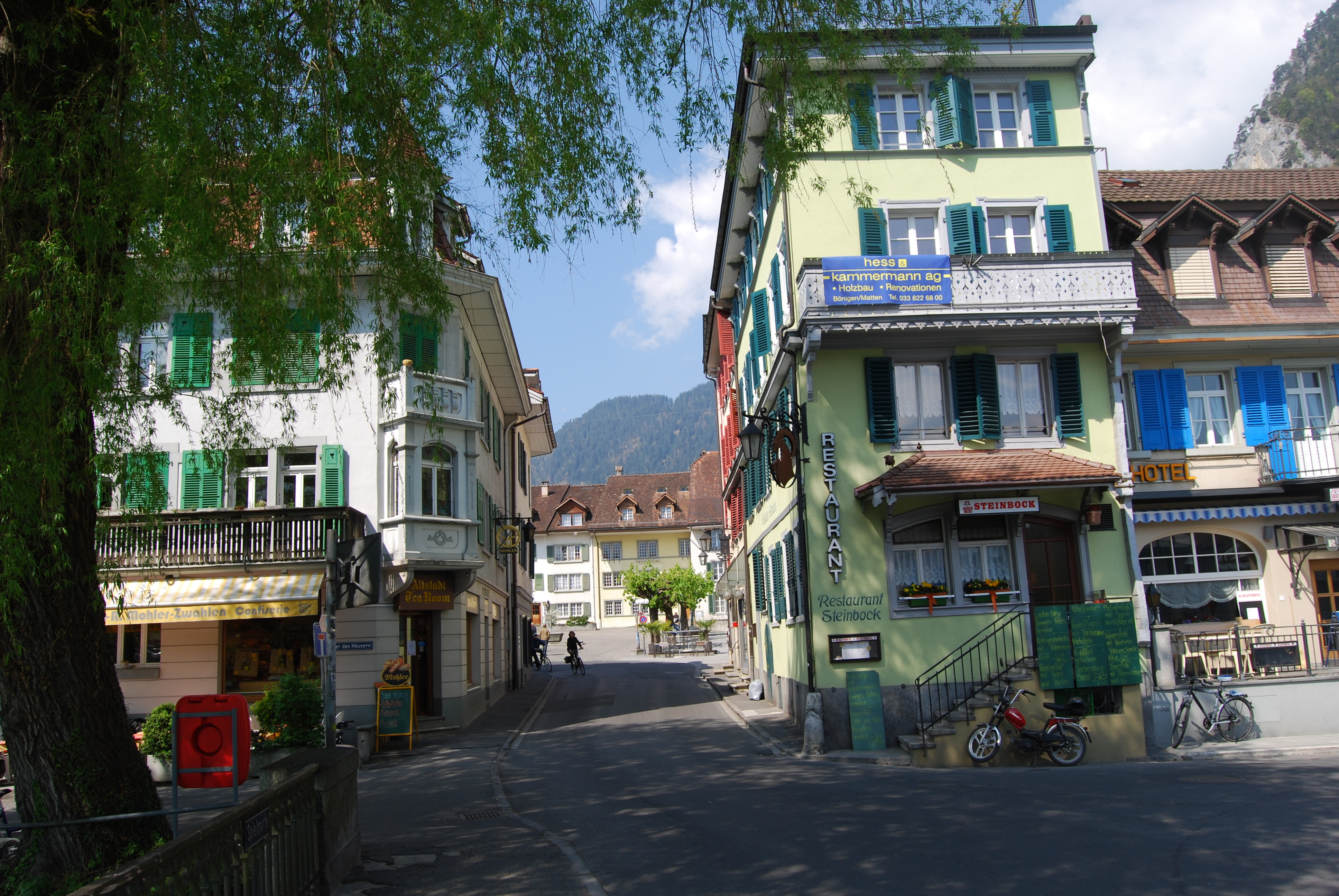
ウンターゼーンの街
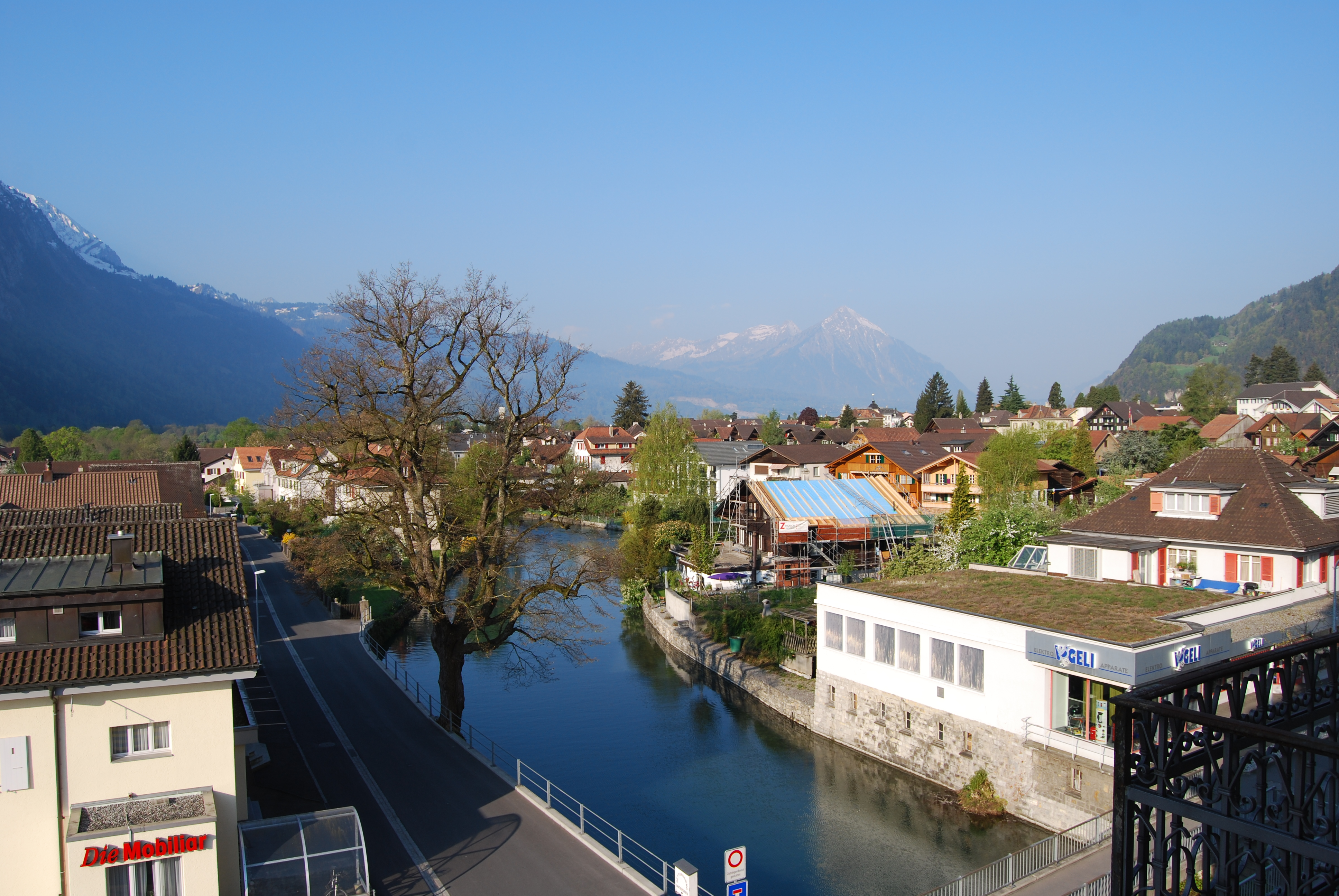
ウンターゼーンの街並み
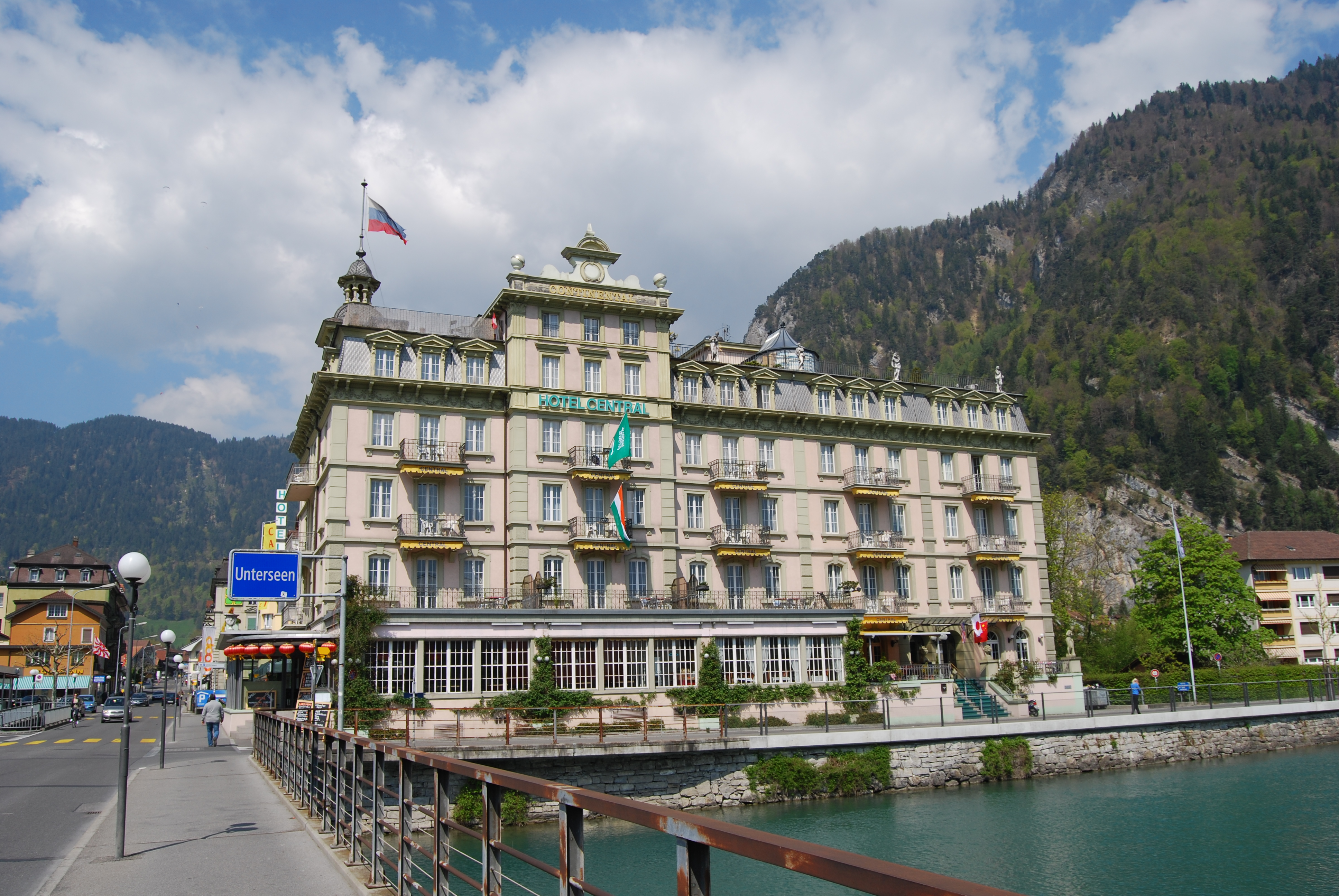
セントラルホテル
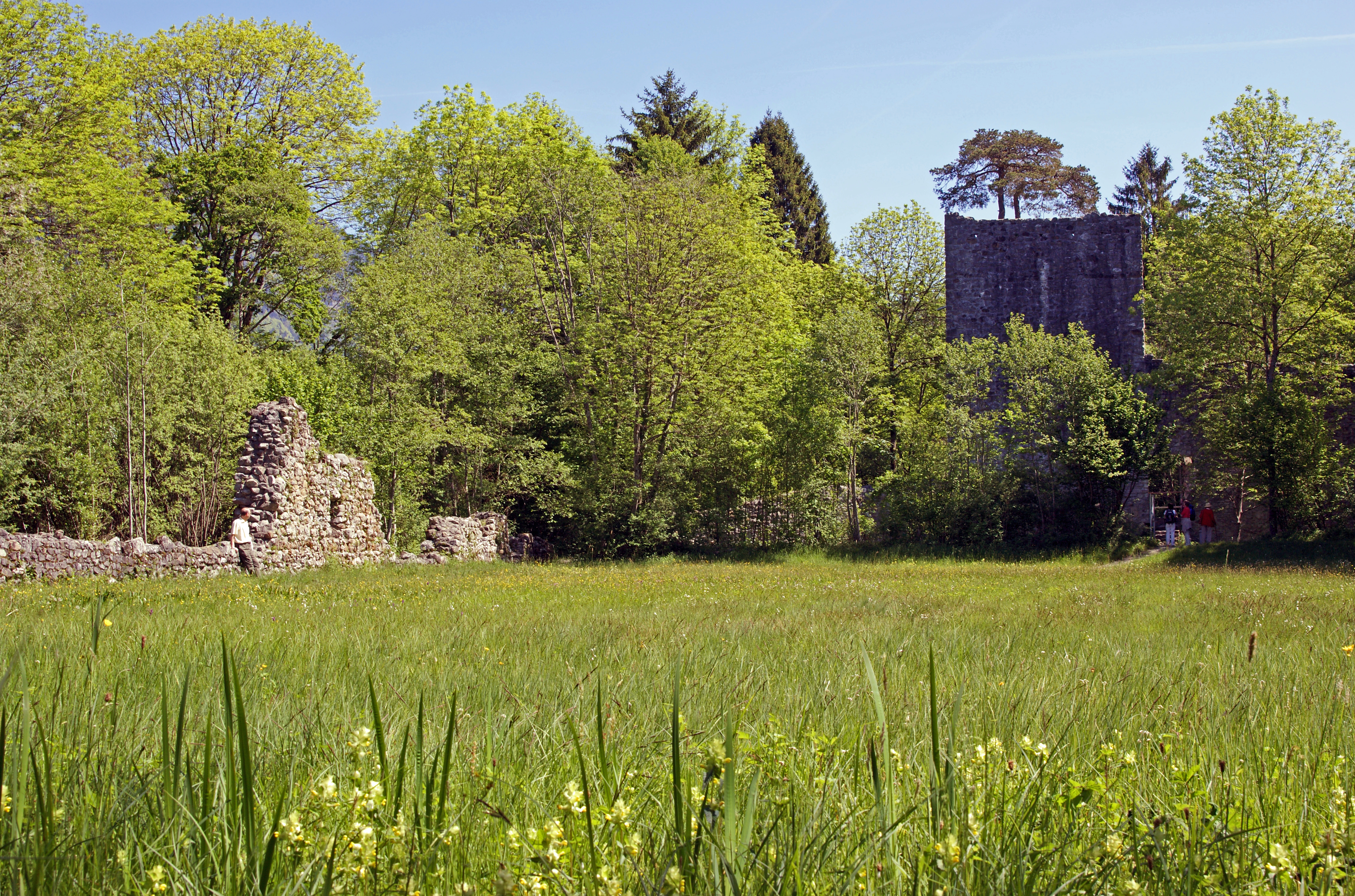
ヴァイッセナウ城跡